# Jelscy herbu Pielesz
Jelscy herbu Pielesz – polska rodzina szlachecka wywodząca się z Wielkiego Księstwa Litewskiego.

## Pochodzenie rodziny
O najdawniejszych losach Jelskich herbu Pielesz, podobnie jak o wielu innych rodzinach o szlacheckiej proweniencji pochodzących z Wielkiego Księstwa Litewskiego, niewiele wiadomo. Niektórzy dawniejsi autorzy opierając się na błędnym, z punktu widzenia dzisiejszej nauki, przekonaniu o zachodnioeuropejskich korzeniach rodziny, wywiedli jej pochodzenie od hr. Spadów, którzy jakoby w XVI w., w wyniku trwających we Francji wojen religijnych, mieli przybyć do Rzeczypospolitej i osiedlić się na jej „kresach”. „Dostawszy indygienat” „nazwisko Jelskich od dóbr sobie nadanych, Jelsk zowiących się, wzięli pochodzenie z przybraniem herbu […] podobnego do tego, jakiego do dziś dnia używają hrabiowie Spadowie za granicą”. Biorąc pod uwagę wspomniane informacje zawarte w urzędowo wymaganych dokumentach „Wileńska Deputacja Wywodowa uznała w 1819 r. ród Jelskich za <rodowitą i starożytną szlachtę polską>”.
Przypuszczalnie najwcześniejsza wzmianka związana z początkami wymienionej familii pochodzi, co należy przyjąć z należytą ostrożnością, z 1480 r..

## Protoplasta i herb

Z genealogicznego punktu widzenia najstarsza informacja dotycząca Jelskich h. Pielesz sięga początku XVI w. Ok. 1520 r. urodził się bowiem protoplasta rodziny Konstanty, który korzystał z uprawnień szlacheckich. Owe dane pochodzą z „Wywodu genealogicznego rodu Jelskich”, zatwierdzonego przez Mińską Deputację Szlachecką w 1854 r.
Konstanty miał dwóch synów Gabriela (Hawryłę) i Szczęsnego. Ich dane osobiste (ojca i synów) znalazły się w akcie zakupu ziemi dokonanego 20 kwietnia 1570 r. przez Gabriela na terenie kaniowskiego leśnictwa, pow. grodzieńskiego. Te same dane osobiste wystąpiły również w tekście przywilejów, jakie nadał król Stefan Batory w lipcu 1578 r. obu braciom, na „ziemię przy wioskach Hliniszcze i Krynica [...]”, na terenie grodzieńszczyzny oraz – w dowód uznania męstwa na polu walki – na wzbogacenie ich herbu, na „którego tarczy znajdowały się dwa skrzyżowane miecze” o „trzy pióra strusie nad koroną”. Herb ten z czasem osiągnął następujący kształt: tarcza o polu czerwonym, będącym tłem dla godła wyobrażającego dwa skrzyżowane srebrne miecze o złotych rękojeściach, ostrzami skierowanymi ku górze. Na tarczy oparty jest hełm w koronie szlacheckiej z trzema fleuronami i dwiema perłami. Labry czerwono – srebrne.
Niektórzy autorzy przypisywali Jelskim dwie z pięciu odmian Pielesza:
1. w polu czerwonym dwa skrzyżowane miecze ostrzami skierowanymi ku górze, między ostrzami sześcioramienna gwiazda[11]
2. w polu czerwonym dwa skrzyżowane miecze ostrzami skierowanymi ku górze, między ostrzami krzyż kawalerski[12].

Nieznana jest geneza godła. „Dwa skrzyżowane miecze są tematem często występującym w heraldyce zachodniej (Niemcy, Francja, Anglia)”. Dopuszcza się tatarskie lub rusko-litewskie pochodzenie Pielesza. Uznaje się więc, że jego proweniencja jest niezależna od heraldyki polskiej.

## Najstarszy dokument
Spod pióra Gabriela wyszło w 1609 r. pismo, na mocy którego jego syn Józef otrzymał od ojca nieruchomości na terenie Grodna. Dokument ten, prawdopodobnie będący najstarszym, znanym historykom, źródłem pisanym dotyczącym rodziny Jelskich h. Pielesz, niegdyś znajdował się w „archiwach sądu grodzieńskiego”. Został on opublikowany w zbiorze dokumentów: "Akty izdavajemyje Vilienskoju Komissijeju dlja razbora drievnich aktov" i "Akty otnosjaszczijesja k istorii zapadno-russkoj cierkvi".

## Pozycja społeczno – ekonomiczna
W XVIII w., w wyniku koligacji z takimi rodzinami jak: Brzostowscy, Łazowie, Prozorowie i Sapiehowie, dobra Jelskich znacznie powiększyły się. W owym czasie Jelscy piastowali ważne urzędy i doszli do znaczących godności. Znaleźli się u szczytu powodzenia zarówno społecznego, ekonomicznego jak i politycznego. W późniejszym okresie, zwłaszcza od ok. poł. XIX w., na skutek narodowej niewoli, stracili na politycznym znaczeniu, a podziały majątkowe, w wyniku których dobra przez nich zawiadywane uległy zmniejszeniu, doprowadziły do obniżenia statusu ekonomicznego.

## Podział rodziny
Na przełomie XVII i XVIII w. wyodrębniły się dwie gałęzie Jelskich: „starsza” i „młodsza”. Przedstawiciele obu gałęzi przetrwali do dziś. Od poł. XX w. rodzina Jelskich h. Pielesz znajduje się, z punktu widzenia demograficznego, w stadium schyłkowym.

## Niektóre rodziny skoligacone z Jelskimi h. Pielesz
Jelscy h. Pielesz byli skoligaceni m.in. z takimi rodzinami, jak: Brzostowscy, Bychowcowie, Chrapowiccy, Czaccy, Druccy-Sokolińscy, Glogerowie, Jezierscy, Kałęczyńscy, Moniuszkowie, Oskierkowie, Pierzyńscy, Potoccy, Prozorowie, Rusieccy, Sapiehowie, Sołomereccy, Uniechowscy, Wielowieyscy, Wołodkowiczowie, Zawadzcy. Niekiedy mylnie utożsamiano ich z przedstawicielami rodziny Jelskich h. Sulima.

## Znani przedstawiciele rodziny

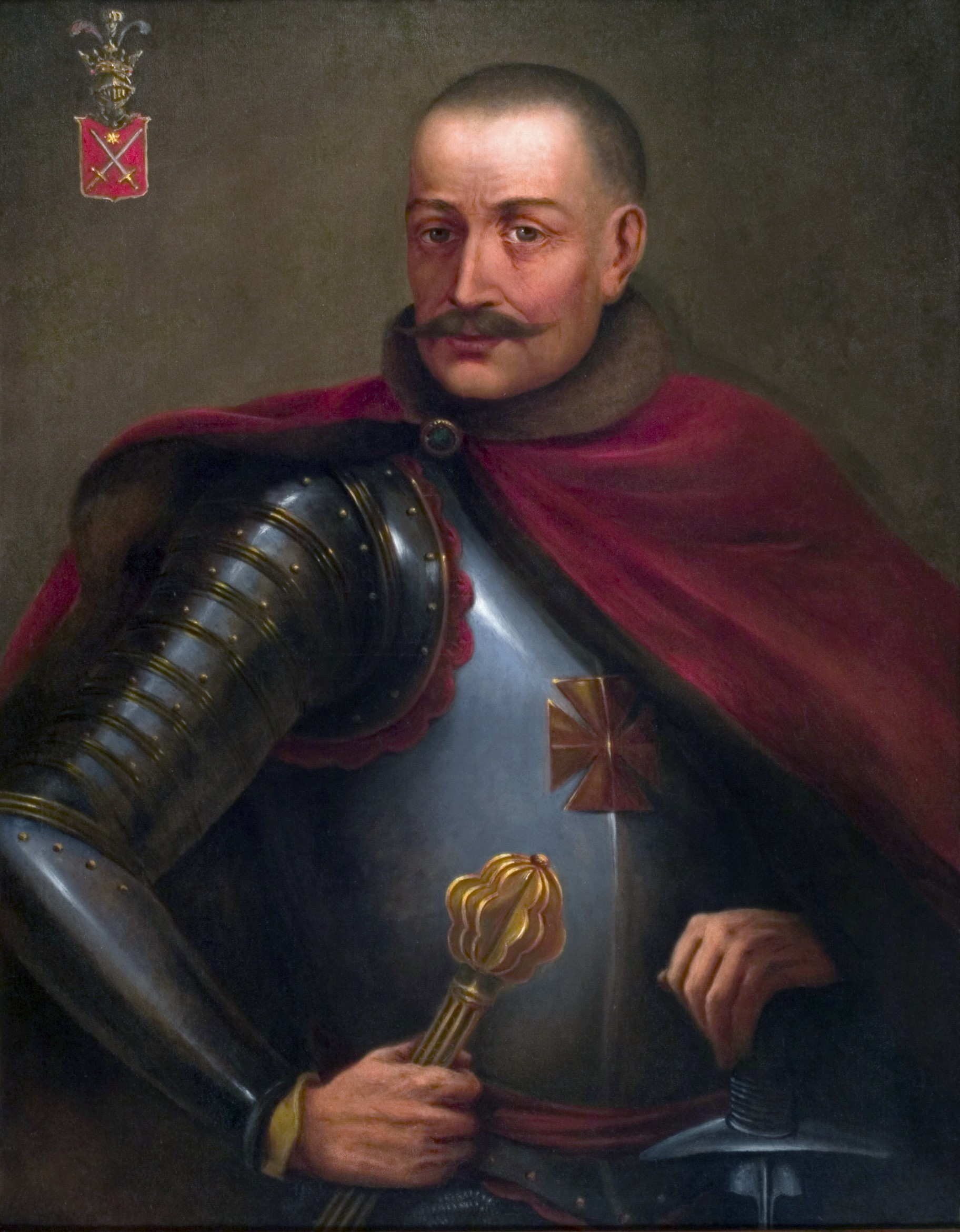
Władysław Jelski (ok.1700-ok.1762)
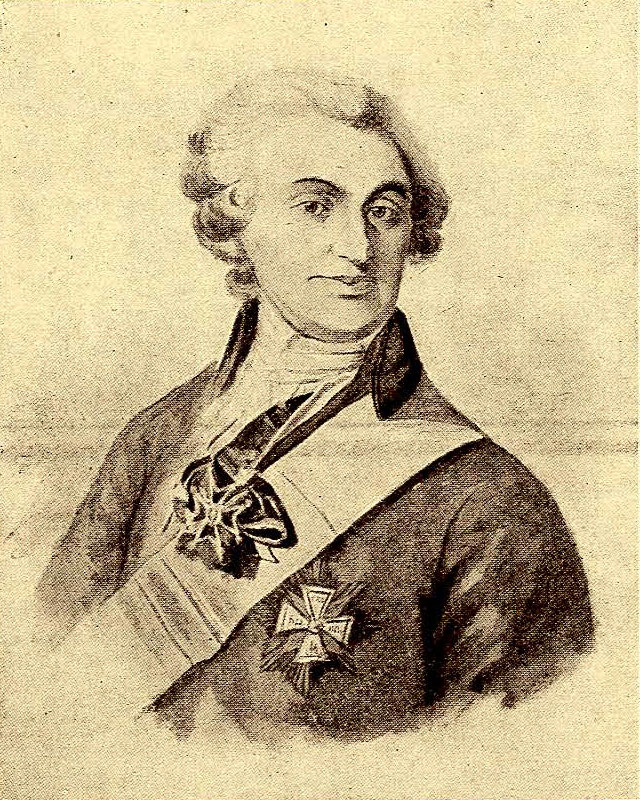
Franciszek Jelski (1738-1821)
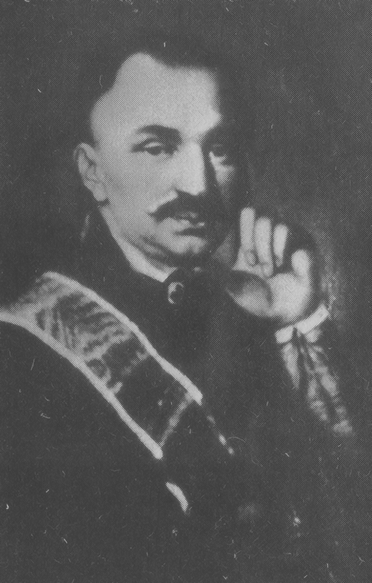
Stanisław Jelski (zm. 1819)
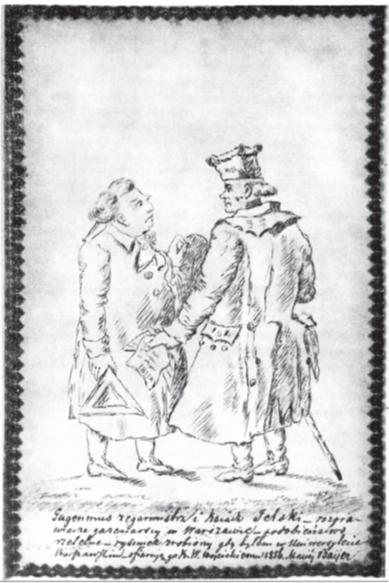
Florian Jelski (ur. 1745)
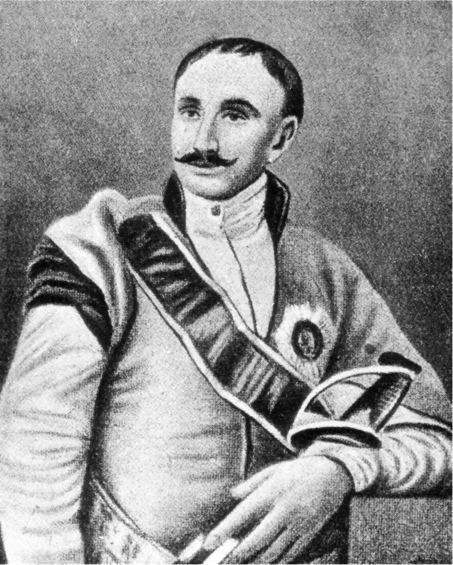
Konstanty Jelski (zm. 1799)
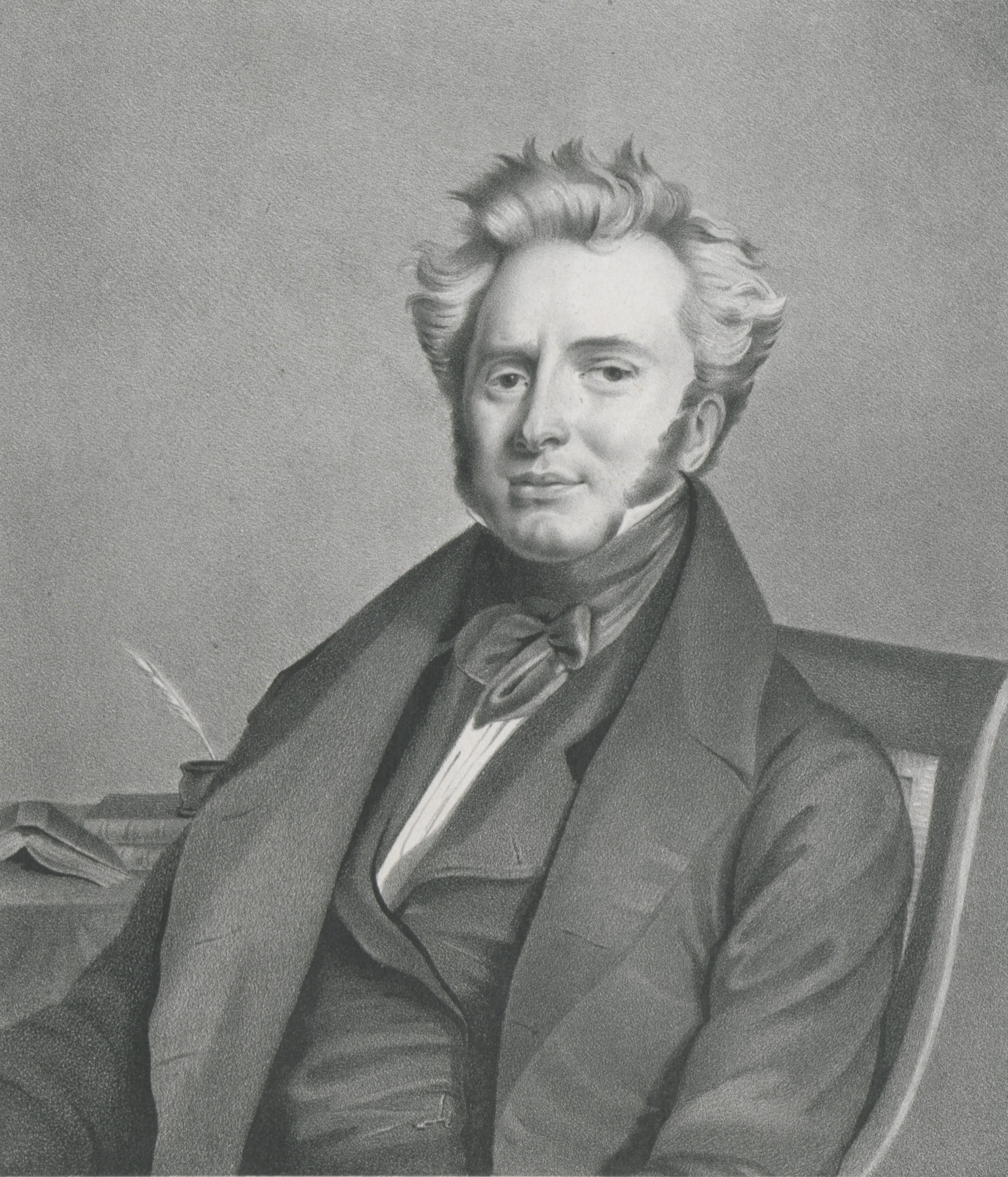
Ludwik Jelski (1785-1843)
Michał Jelski (1831-1904)
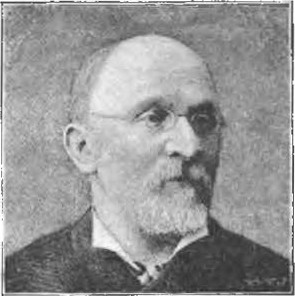
Aleksander Jelski (1834-1916)
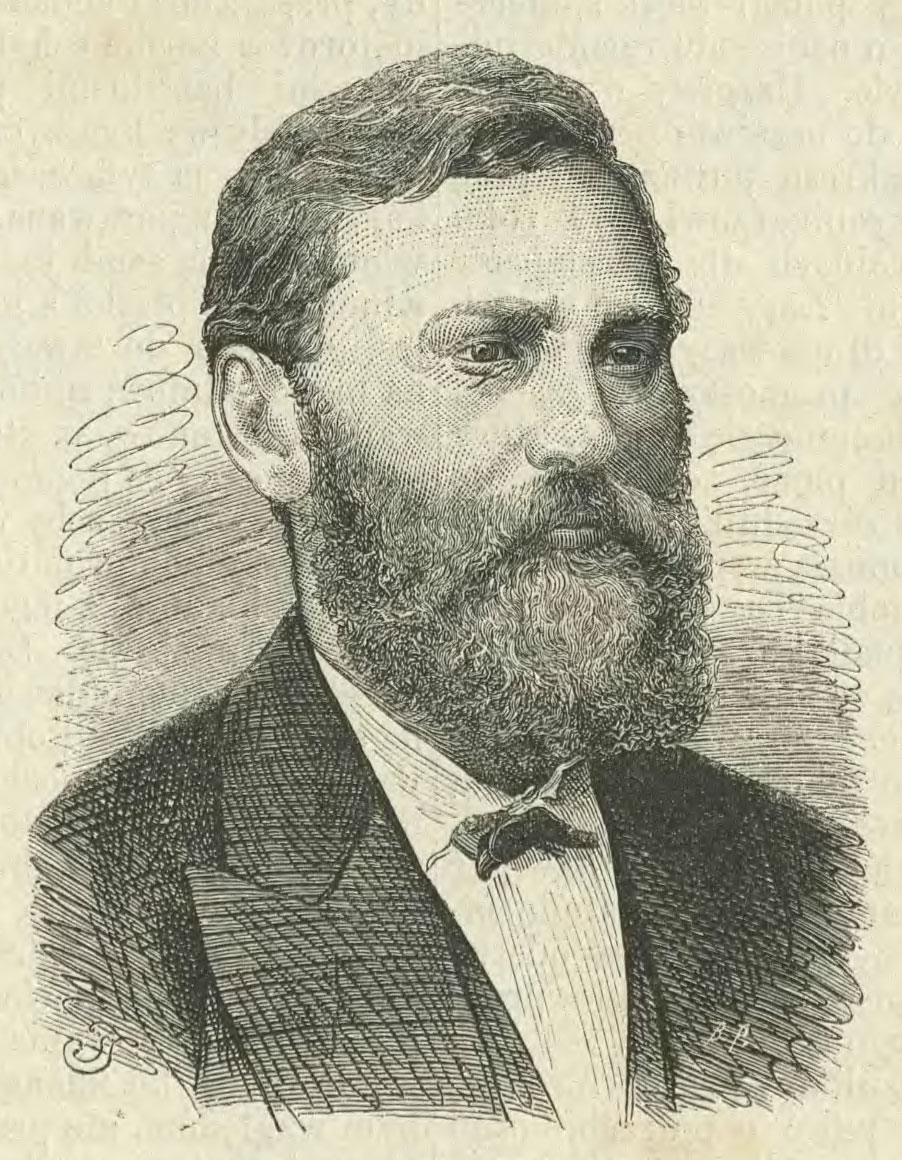
Konstanty Roman Jelski (1837-1896)
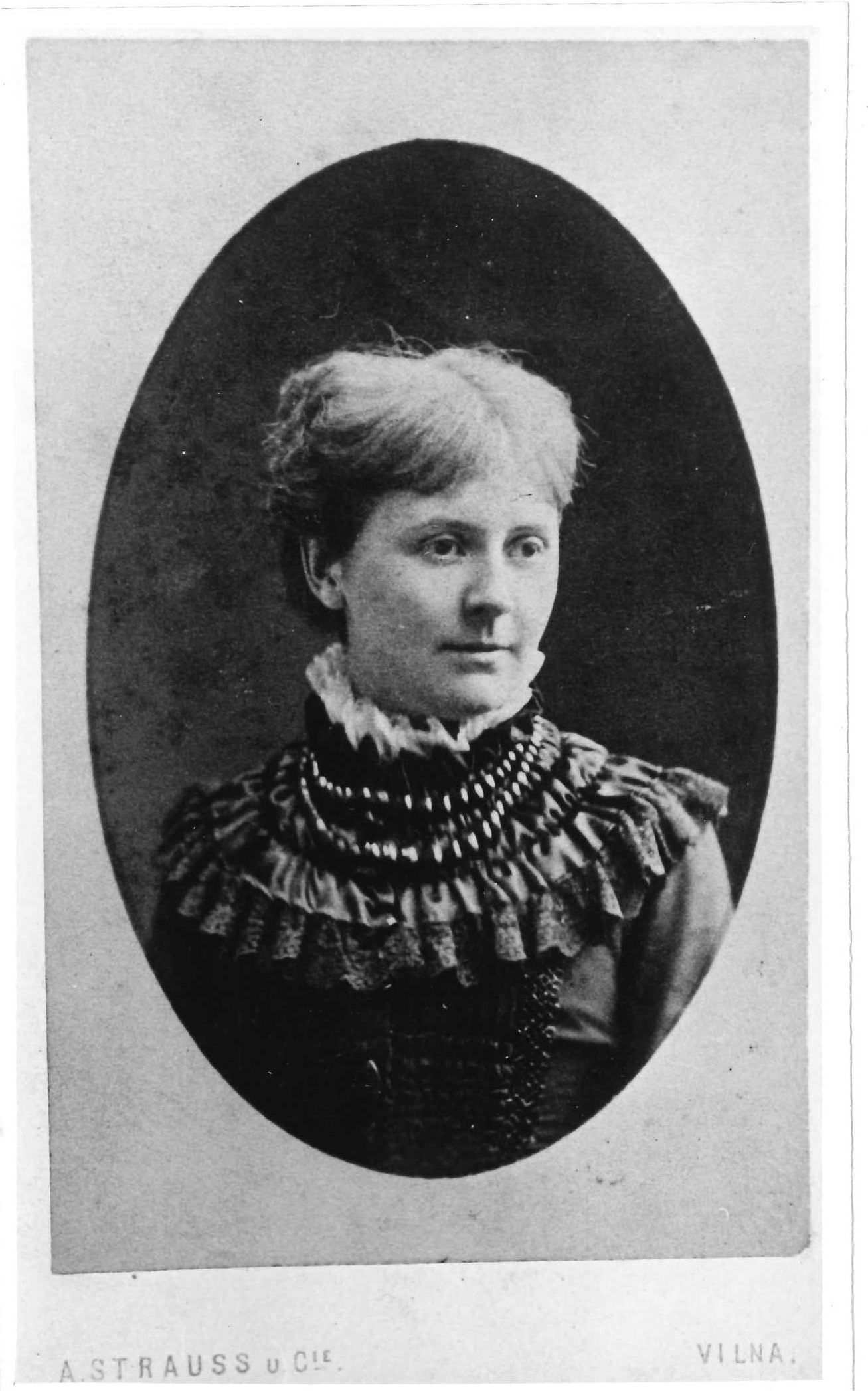
Aleksandra z Jelskich Glogerowa (1860-1899)
Klara Jelska (1869-1948)
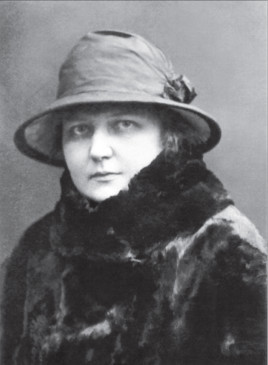
Wiktoria "Ory" Jelska (1883-1939)

Społeczne uznanie, potwierdzone sprawowanymi urzędami, uzyskanymi godnościami oraz znaczącymi osiągnięciami w różnych dziedzinach życia społecznego, politycznego, gospodarczego i kulturalnego, stało się udziałem wielu jej przedstawicieli, spośród których na szczególne wyróżnienie zasłużyły następujące osoby:
- Mikołaj (ok. 1586–ok. 1646), stolnik i poborca piński w 1619 roku, podstarości piński w 1616 roku;
- Roman (1587–1634), wojski piński (1617);
- Władysław (ok.1700–ok. 1762), starosta grodowy piński, płk petyhorski, nominat na wojewodę brzeskiego;
- Franciszek (1738–1821), podkomorzy i poseł starodubowski (od 1778), marszałek Trybunału Litewskiego (1783), zastępca członka Rady Najwyższej Narodowej w okresie powstania kościuszkowskiego (1794), członek Komisji Tymczasowego Rządu Wielkiego Księstwa Litewskiego (1812);
- Florian[21] (2.poł. XVIII w.), działacz jakobiński i agitator ludowy w r. 1794, ksiądz;
- Stanisław (zm. 1819), poseł na sejm (od 1784), komisarz skarbowy Wielkiego Księstwa Litewskiego, marszałek pow. ihumeńskiego (1795-1812);
- Józef (zm. przed 7 grudnia 1782 r.), chorąży grodzieński w latach 1772-1782, wojski grodzieński w latach 1765-1772, porucznik powiatu grodzieńskiego w 1764 r., wójt grodzieński;
- Konstanty (zm. 1799, sędzia Trybunału Litewskiego (1780), poseł z dawnego woj. smoleńskiego na Sejm Czteroletni (1790-1792), gen. major „ziemiański pow. grodzieńskiego” w okresie powstania kościuszkowskiego (1794);
- Ludwik (1785–1843), współzałożyciel i pierwszy prezes Banku Polskiego (1828), zastępca ministra finansów Tymczasowego Rządu (1831);
- Michał (1831–1904), skrzypek, wirtuoz, kompozytor, przedstawiciel późnoromantycznego nurtu w europejskiej muzyce;
- Leon Franciszek (1834–1901), płk w rosyjskiej armii, znany i ceniony[przez kogo?] hipolog;
- Aleksander (1834–1916), historyk, etnograf, publicysta, tłumacz, założyciel Biblioteki i Muzeum Starożytności we własnym dworze w Zamościu. (dawne woj. mińskie);
- Konstanty Roman (1837–1896), jeden z najwybitniejszych polskich przyrodników, podróżników i odkrywców 2 poł. XIX w., znawca flory i fauny południowoamerykańskiej (Gujana Francuska, Peru);
- Władysław (1859–1946), szambelan papieża Piusa XI, radca Dyrekcji Głównej Towarzystwa Ziemskiego w Warszawie;
- Wilhelm (1867–1919), znany i ceniony[przez kogo?] rolnik oraz hodowca, organizator (1905) i pierwszy prezes Towarzystwa Gimnastycznego „Sokół” w Mińsku;
- Aleksandra z Jelskich Glogerowa (1860-1899), pisarka i tłumaczka;
- Klara (1869–1948), działaczka społeczna oddana walce z gruźlicą, inicjatorka budowy i współfundatorka sanatorium „Odrodzenie” w Zakopanem;
- Wiktoria „Ory” (1883–1939), pisarka, publicystka[22].

## Udział w walkach o charakterze niepodległościowym
Począwszy od końca XVIII w., poprzez całe XIX stulecie, do 1 poł. XX w., przedstawiciele wspomnianej familii wzięli udział w większości ruchów o charakterze niepodległościowym, jakie miały miejsce na ziemiach historycznie polskich. Jedni, w wyniku zastosowanych represji przez zaborców, później zaś przez okupantów, byli zmuszeni do emigrowania do innych europejskich krajów, niektórzy zginęli z bronią w ręku, inni – zostali zesłani na Syberię.
Ich tożsamość została ukształtowana, z jednej strony – przez dbałość o to by zachować te wartości, które składają się na indywidualne dziedzictwo każdej rodziny, z drugiej natomiast – przez wielonarodową, wieloreligijną i wielojęzykową tradycję Rzeczypospolitej, tym samym przez jej kulturową różnorodność.
Tradycyjne wartości, a wśród nich służba ojczyźnie, przekazywana w rodzinie z pokolenia na pokolenie, przetrwały do nowszych czasów. Dziś można więc ocenić czy zawołanie „Pro fide et patria” było jedynie retorycznym sloganem, czy też drogowskazem dla kolejnych generacji.

## Najważniejsze siedziby

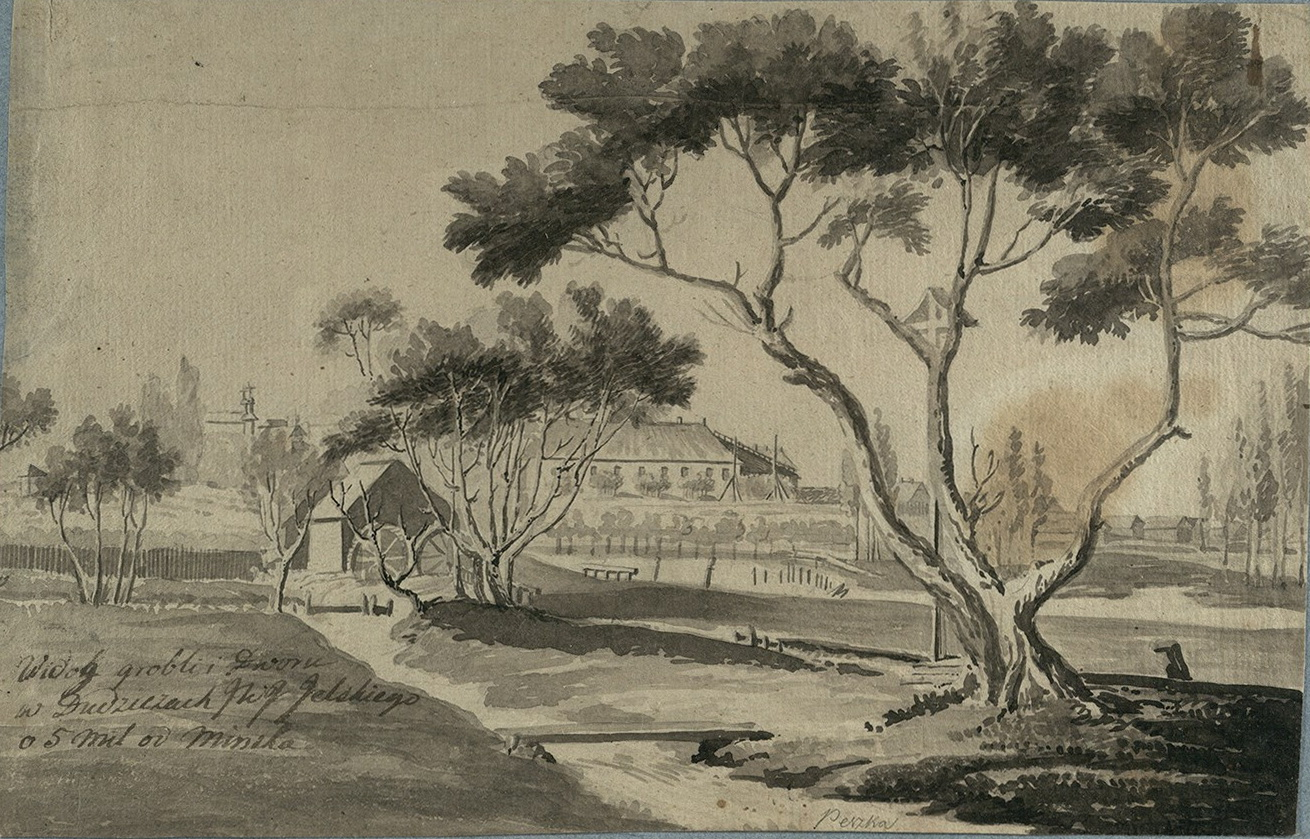
Widok na dwór w Dudziczach, ok. 1794 r.

Dwór w Ignatyczach, ok. 1917 r.

Dzieje rodzin o szlacheckiej proweniencji są przeważnie ściśle związane z posiadanymi dobrami ziemskimi. Pierwotnym „gniazdem” rodziny Jelskich h. Pielesz, była miejscowość Jelsk w pow. mozyrskim (dawne, przedrozbiorowe woj. mińskie, obecnie obwód homelski na Białorusi), w którego godle jest identyczny motyw plastyczny (godło herbowe), umieszczony na tarczy o identycznym kształcie i tej samej barwie, jak w herbie Pielesz. Ponadto, nazwa miejscowości i nazwisko mają wspólny źródłosłów. Świadomość tej etymologicznej zależności istniała już na początku XIX w. Brak jest natomiast jakiegokolwiek opisu siedziby z czasów, kiedy stanowiła własność tej rodziny. Nie wiadomo również, w jakich dokładnie latach Jelscy w niej mieszkali.
Z materiałów źródłowych wynika, iż omawiani „Pielesze” dysponowali majątkami już w XVI w. w powiatach grodzieńskim i pińskim. Jednak najważniejsze i największe – jak chodzi o powierzchnię – siedziby należące niegdyś do wspomnianej rodziny, zostały pozyskane w 2 poł. XVIII i w 1. poł. XIX w. Sześć z nich znajdowało się na terenach dawnych, przedrozbiorowych województw: mińskiego (Dudzicze, Ignatycze, Lada, Zamoście) i nowogródzkiego (Choćkowce, Kosin). Jedna – Szumsko, była zlokalizowana na terenie dawnego woj. sandomierskiego.

## Upamiętnienia na terenie Polski po 1980
Począwszy od schyłkowego okresu minionego systemu politycznego w Polsce, do najważniejszych wydarzeń rocznicowych związanych z upamiętnieniem przedstawicieli rodziny Jelskich na terenie kraju należały:
- uroczyste odsłonięcie 15.04.1988 r. na frontowej elewacji dawnego sanatorium „Odrodzenie”, obecnie Szpitala Specjalistycznego Chorób Płuc im. dra O. Sokołowskiego w Zakopanem, płyty inskrypcyjnej upamiętniającej inicjatorkę jego budowy i współfundatorkę Klarę Jelską (1869-1948), w 40 rocznicę Jej śmierci. Płyta została ufundowana przez Urząd Miasta Zakopanego i Gminy Tatrzańskiej[26]
- wystawa fotografii „Gujana Zielony Raj” w Instytucie Francuskim w Krakowie. Jej otwarcie 27.02.1997 r. miało związek ze 160 rocznicą urodzin Konstantego R. Jelskiego. Autorami fotografii byli członkowie wyprawy „Gujana΄ 96 – szlakami R. Maufrais i K. R. Jelskiego”, pracownicy Instytutu Systematyki i Ewolucji Zwierząt PAN w Krakowie[27]
- umieszczenie na jednym z filarów arkad, przed elewacją Pałacu Ministra Skarbu, przy Placu Bankowym w Warszawie, z okazji 170 rocznicy utworzenia Banku Polskiego, przypadającej w 1998 r., płyty inskrypcyjnej, upamiętniającej jego inicjatorów i założycieli: Franciszka K. ks. Druckiego-Lubeckiego i Ludwika hr. Jelskiego. Płyta została ufundowana przez rodziny założycieli[28]
- Andrzej Stefan Jelski został decyzją Rady Suwerennej Zakonu Maltańskiego w dniu 26.05.1999 r. zatwierdzony jako Kawaler Maltański w godności Łaski i Dewocji.[29]
- posiedzenie Komisji Historii Nauki PAU w Krakowie 23 listopada 2007 r., w 170 rocznicę urodzin Konstantego R. Jelskiego, w trakcie którego odbyła się dyskusja nad wystąpieniami dr. P. Daszkiewicza i dr. R. Tarkowskiego, dotyczącymi następującego zagadnienia: „Konstanty Jelski (1837-1896) i jego działalność w zakresie nauk przyrodniczych. Dokumenty z archiwum K. Jelskiego – unikalne materiały dla historii nauk przyrodniczych z Francuskiej Gujany”[30]
- ukazanie się nakładem Wydawnictwa Naukowego Uniwersytetu Pedagogicznego w Krakowie książki autorstwa dr hab. R. Tarkowskiego, Konstanty Jelski (1837-1896). Przyrodnik i badacz Ameryki Południowej[31]
- otwarcie w dniu 16.02.2007 r. w Muzeum Regionalnym w Siedlcach ekspozycji "Michał Jelski - wystawa biograficzna". Ekspozycja była prezentowana do 30.06.2007 r.[32]
- ukazanie się pierwszej publikacji książkowej poświęconej rodzinie Jelskich h. Pielesz autorstwa A. Jelskiego, Jelscy h. Pielesz. Sylwetki i osobowości. Siedziby. Opole 2013[33]
- konferencja „Jelscy herbu Pielesz. Sylwetki i osobowości. Siedziby”, zorganizowana 29. 09. 2013 r. przez Centrum Kultury Fizycznej i Rozwoju Lokalnego w Rakowie i Bibliotekę Publiczną w Rakowie[34]
- utworzenie 21.11.2013 r. Fundacji „Instytut Studiów nad Pieniądzem im. Ludwika hr. Jelskiego” w Warszawie[35]
- uroczysty koncert „Michał Jelski (1831-1904). In Memoriam” dla uczczenia 110 rocznicy śmierci skrzypka, wirtuoza i kompozytora, który odbył się w sali koncertowej im. K. Pendereckiego w Zespole Szkół Muzycznych im. O. Kolberga w Radomiu 12 listopada 2014 r.[36]
- otwarcie w dniu 30.11.2016 r. w Radomskim Klubie Środowisk Twórczych „Łaźnia” ekspozycji fotografii krajobrazowej „Uroczysko. Śladami siedzib Jelskich h. Pielesz”, autorstwa E.L. Pierzyńskiej-Jelskiej. Wystawie towarzyszyła książka E.L. Pierzyńskiej-Jelskiej o tym samym tytule co wspomniana ekspozycja[37]
- uroczystość nadania w dniu 14.04.2018 r. Szpitalowi Specjalistycznemu Chorób Płuc w Zakopanem nazwy „Odrodzenie” im. Klary Jelskiej. W uroczystości oprócz przedstawicieli władz województwa małopolskiego, starostwa tatrzańskiego, miejskich i dyrekcji szpitala wzięli udział Andrzej Jelski, Ewelina Pierzyńska - Jelska, Adrianna Pierzyńska, jak również ich bliscy Krzysztof i Teresa Bugajowie oraz Tomasz i Maria Zawadzcy[38]
- 8 czerwca 2019 r. z okazji Międzynarodowego Dnia Archiwów została otwarta w Archiwum Państwowym w Radomiu ekspozycja pn. Moje... Twoje... Nasze... Na wystawie zostały zaprezentowane m.in. dokumenty genealogiczne dotyczące rodziny Jelskich h. Pielesz[39].
- Prof. dr hab. R. Tarkowski opublikował artykuł Polscy przyrodnicy: Konstanty Jelski, Jan Sztolcman oraz Jan Kalinowski i ich wkład w badania przyrodnicze Peru w drugiej połowie XIX w. na łamach "Studia Historiae Scientiarum", 20, 2021[40].
- Ukazał się wywiad M. Deki i K. Piotrowskiej z Andrzejem Jelskim pn. Spotkałem błogosławionych na łamach tygodnika "Gość Radomia - Ave", nr 39 z 3.10.2021[41].
- W trakcie otwarcia wystawy "Polskie malarstwo portretowe u schyłku XX w.", jakie odbyło się 15 lipca 2022 r. w Muzeum im. Jacka Malczewskiego w Radomiu, jej kuratorzy zostali uhonorowani odznaczeniami: dr Ewelina Pierzyńska - Jelska - brązowym medalem "Zasłużony Kulturze Gloria Artis", mgr Andrzej Jelski - medalem "Pro Masovia"[42].
- Doroczna nagroda Prezydenta m. Radomia za całokształt osiągnięć w zakresie kultury i sztuki została w dniu 8 marca 2025 r. przyznana dr Ewelinie Leonardzie  Pierzyńskiej-Jelskiej [43]

## Upamiętnienia za granicą po 1990
Dzieje rodziny Jelskich h. Pielesz cieszą się szczególnym zainteresowaniem na Białorusi. W l. 1991 – 1994 r. na terenie dawnego majątku w Dudziczach zostało wzniesione od podstaw Muzeum Kultury Materialnej „Dudutki”, w którym oprócz stałej wystawy tradycyjnych narzędzi rolniczych oraz innych zabytków techniki z późniejszego okresu, znajduje się ekspozycja portretów przedstawicieli rodziny Jelskich, wykonanych przez współczesnych białoruskich artystów plastyków. Ponadto, w ramach upowszechniania wiedzy o dziedzictwie związanym z działalnością dawnych właścicieli Dudzicz, zorganizowano konferencje popularnonaukowe:
- w 1999 r. była to międzynarodowa konferencja „Univiersitety Jelskich” (da 165-goddzja z dnja naradżenja Aljaksandra Jelskaga), zorganizowana przez Ministerstwo Kultury Republiki Białorusi i Białoruski Uniwersytet Kultury w Mińsku, której pokłosiem była zbiorowa publikacja Dzjelja bliskich i pryszłasci, Minsk 1999[45]
- w 2013 r. – konferencja „Szljachecka kultura Bielarusi”, zorganizowana przez Muzeum „Dudutki”, której plonem była zbiorowa publikacja Jelskija czytanni, Dudutki 2013[46]
- niektórym uroczystym imprezom związanym z Jelskimi towarzyszą muzyczne koncerty w trakcie których wykonywane są utwory: Karola (1789-1855) oraz wspomnianych Michała i Aleksandra Jelskich. W l. 1995–1996 w oparciu o dotację Ministerstwa Kultury Białorusi zostały wydane dwie publikacje pod tym samym tytułem Muzyka sjami Jelskich[47]
- dla uczczenia 100 rocznicy śmierci Michała – Białoruska Państwowa Akademia Muzyczna w Mińsku zorganizowała w dniach 10-20 listopada 2003 r. Międzynarodowy Konkurs Wiolinistyczny im. Michala Jelskiego[48]
- zainteresowanie losami Jelskich należy odnotować również na Ukrainie, czego przejawem była konferencja „Elski vczora ta sogodni. (500-riczczja rodu Elskich gierbu Pelesz)”, zorganizowana przez Towarzystwo Kultury Polskiej Donbasu i Doniecki Narodowy Uniwersytet Medyczny w Doniecku w 2007 r. Jej efektem była zbiorowa praca Elski vczora ta sogodni. (500-riczczja rodu Elskich gierbu Pelesz), Donieck 2007[49]
- nazwisko „Jelski” – cieszy się także poważaniem w Ameryce Południowej. Ma to związek z Konstantym R. Jelskim (1837-1896) i jego długoletnimi, terenowymi badaniami oraz znaczącymi odkryciami w zakresie flory i fauny neotropikalnej na obszarach Gujany Francuskiej i Peru. W Sociedad Geográfica de Lima w stolicy Peru odbyła się 08.10.2013 r. autorska prezentacja książki dr. hab. R. Tarkowskiego i dr K. Goluchowskiej, Konstantyn Jelski (1837-1896) – naturalista e investigador de América Latina, Lima 2013[50]
- w styczniu 2021 r. ukazała się na Białorusi książka autorstwa A.I. Kapiłova, Michał Jelskij, Żiźń i tvorcziestvo v kontiekstie muzykalnoj epochi XIX vieka, Minsk 2021.[51]